# Great Ape Project
Das Great Ape Project (GAP) ist eine internationale Initiative, hinter der die Idee steht, bestimmte Grundrechte, die derzeit dem Menschen vorbehalten sind, auch für die anderen Mitglieder der Familie der Hominidae (Menschenaffen, englisch Great Apes) – also Schimpansen (einschließlich Bonobos), Gorillas und Orang-Utans – zu fordern, darunter das Recht auf Leben und der Schutz der individuellen Freiheit.

## Geschichte
Das GAP geht zurück auf das 1993 erschienene Buch Menschenrechte für die Großen Menschenaffen von Paola Cavalieri und Peter Singer (Originaltitel: The Great Ape Project: Equality Beyond Humanity). Es enthält Beiträge von 34 Autoren, darunter Jane Goodall, Jared Diamond und Richard Dawkins. Nach dem ersten Schwung in den 1990er Jahren lösten sich zahlreiche Arbeitsgruppen zum GAP allmählich auf. Im Gefolge der Verleihung des Ethik-Preises 2011 der Giordano-Bruno-Stiftung an Paola Cavalieri und Peter Singer wurde das GAP in Deutschland neu gestartet. Der Relaunch wird koordiniert von dem Psychologen Colin Goldner, unterstützt von Wissenschaftlern wie Volker Sommer, Dieter Birnbacher oder Michael Schmidt-Salomon.
Mittlerweile gibt es wieder Arbeitsgruppen (Chapter) in 10 Ländern: Argentinien, Brasilien, Chile, Cote d’Ivoire, Deutschland, Großbritannien, Japan, Mexico, Spanien und Uruguay, einschließlich mehrerer Auffangzentren (Sanctuaries) für in Not geratene Menschenaffen in Brasilien sowie eines Auffangzentrums in England.

## Ziele und Argumentation
Das Buch Menschenrechte für die Großen Menschenaffen beginnt mit einer Deklaration über die Großen Menschenaffen, welche die Ziele des Great Ape Project definiert:

„Wir fordern, daß die Gemeinschaft der Gleichen so erweitert wird, daß sie alle Großen Menschenaffen miteinschließt: Menschen, Schimpansen, Gorillas und Orang-Utans. Die ‚Gemeinschaft der Gleichen‘ ist die moralische Gemeinschaft, innerhalb derer wir bestimmte moralische Grundsätze oder Rechte anerkennen, die unsere Beziehungen untereinander regeln und gerichtlich einklagbar sind.“

 Zu diesen Rechten oder Grundsätzen gehören das Recht auf Leben, der Schutz der individuellen Freiheit und das Verbot der Folter.
Das Ziel des GAP besteht darin, die Tier-Mensch-Grenze zu überwinden, da sie biologisch und damit zugleich ethisch falsch sei. Der Evolutionsbiologe Jared Diamond argumentiert, dass das Erbgut von Schimpansen und Bonobos mit dem Menschen zu 98,4 Prozent übereinstimme und zwischen Menschen und den Großen Menschenaffen sogar Bluttransfusionen möglich seien. Nach Ansicht der Autoren soll nicht die Zugehörigkeit zu einer Spezies, sondern der Grad des Ich-Bewusstseins, beziehungsweise der Status als Person (Singer) darüber entscheiden, wie wir Tiere betrachten und behandeln.
Da die Großen Menschenaffen mit Menschen ein ähnliches Gefühls- und Denkvermögen sowie ein ähnliches Sozialverhalten teilen, müssten sie in die menschliche Moralgemeinschaft mit einbezogen werden und nicht als Tiere außen vor bleiben. Diese Ähnlichkeit der menschlichen Spezies mit den anderen Primaten ließe sich schon seit Charles Darwins Forschungen beobachten, beispielsweise in den verschiedenen Gefühlsregungen, die sich bei Menschenaffen in ähnlichen Gesichtsausdrücken wie beim Menschen zeigen würden. Auch eine Konversation mit ihnen über Zeichensprache sei möglich. Da die Ähnlichkeit der Menschen und Großen Menschenaffen nicht zu leugnen sei, dürfe man ihnen die elementaren Rechte des Menschen nicht vorenthalten. Uneinig hingegen sind sich die Autoren, ob das GAP nur als ein erster Schritt zu betrachten sei, elementare Rechte auch auf andere Tiere auszuweiten. So etwa fordert Peter Singer in Animal Liberation. Die Befreiung der Tiere allen empfindungsfähigen Tieren Tierrechte zuzusprechen. Diese Ansicht wird nicht von allen Mitstreitern des GAP geteilt, manchen genügt bereits der Einbezug der Großen Menschenaffen in die Ethik und Rechtsprechung.

## Einfluss
Unter anderem aufgrund des Einflusses des GAP änderte Neuseeland im Jahr 1999 den rechtlichen Schutz der nicht-humanen Hominiden im Tierfürsorgegesetz. Danach dürfen Schimpansen, Gorillas, Orang-Utans und Bonobos in Neuseeland nur noch dann in Experimenten eingesetzt werden, wenn die Ergebnisse den Affen selbst oder ihrer Spezies zugutekommen. Die neuseeländische Rechtsprechung folgte damit der Einsicht, dass die „erhöhten kognitiven und emotionalen Fähigkeiten der Menschenaffen“ eine Neudefinition ihres moralischen und rechtlichen Status erforderten. Die autonome spanische Gebietskörperschaft der Balearen verabschiedete eine ähnliche gesetzliche Regelung.
Im Juni 2008 sprach sich der Ausschuss für Umwelt, Landwirtschaft und Fischerei des spanischen Parlaments Cortes Generales dafür aus, den Arten der Großen Menschenaffen (Schimpansen, Gorillas und Orang-Utans) erweiterte Rechte zuzusprechen und das GAP zu unterstützen. Die spanische Regierung unter dem damaligen Ministerpräsidenten Jose Luis Zapatero wurde aufgefordert, sich für eine Erklärung in der Europäischen Union einzusetzen und innerhalb eines Jahres ein Gesetz zu erlassen, das potenziell schädliche Tierversuche an Menschenaffen untersagt. Das Halten von Menschenaffen in Gefangenschaft solle nur für Zwecke der Arterhaltung erlaubt sein. Darüber hinaus wurde empfohlen, in internationalen Foren und Organisationen Schritte zum Schutz der Menschenaffen vor Misshandlung, Sklaverei, Folter, Tötung und Ausrottung einzuleiten.
2014 startete GAP Deutschland eine parlamentarische Initiative mit dem Ziel, die geforderten Grundrechte für Große Menschenaffen im Grundgesetz der Bundesrepublik Deutschland zu verankern (in Ergänzung von GG Art 20a), drang damit aber nicht durch.
Bezugnehmend auf die Forderungen des GAP sprach Ende 2014 ein argentinisches Gericht einem Orang Utan im Zoo von Buenos Aires personale Grundrechte zu. Ende 2016 wurden von einem anderen argentinischen Gericht vergleichbare Grundrechte einem Schimpansen zugesprochen.

## Auszeichnungen
- Paola Cavalieri und Peter Singer wurde 2011 der Ethik-Preis der Giordano-Bruno-Stiftung für ihr Engagement für das Great Ape Project verliehen.
- Die Studie von Colin Goldner Lebenslänglich hinter Gittern: Die Wahrheit über Gorilla, Orang Utan & Co in deutschen Zoos wurde für die Wahl zum Wissensbuch des Jahres 2014 nominiert und belegte bei der Endausscheidung in der Kategorie Zündstoff den zweiten Platz.[11]